# Schilder-boeck
Het Schilder-Boeck ou Schilder-boek (connu en français comme Le livre des peintres) est un ouvrage écrit par le peintre et écrivain flamand Carel van Mander. Il a été édité pour la première fois en 1604 en néerlandais à Haarlem.
Het Schilder-boeck est composé de six volumes et est considéré comme l'une des principales sources de l'histoire de l'art et de théorie de l'art pour les XVe et XVIe siècles aux Pays-Bas.

## Constitution
Het Schilder-boeck est constitué de six volumes qui sont indexés et possèdent une couverture propre :
- « Les fondations du l'art noble et libre de la peinture » (« Den Grondt der Edel vry Schilder-const: Waer in haer ghestalt, aerdt ende wesen, de leer-lustighe Jeught in verscheyden Deelen in Rijm-dicht wort voor ghedraghen. »)
- « Vies des illustres peintres anciens, incluant les Égyptiens, Grecs et Romains » (« Het Leven Der oude Antijcke doorluchtighe Schilders, soo wel Egyptenaren, Griecken als Romeynen »)
- « Vies des illustres peintres italiens modernes et contemporains » (« Het Leven Der Moderne, oft dees-tijtsche doorluchtighe Italiaensche Schilders. »)
- « Vies des illustres peintres néerlandais et allemands » (« Het Leven der Doorluchtighe Nederlandtsche, en Hooghduytsche Schilders. »)
- « Commentaire sur les Métamorphoses d'Ovide » (« Wtlegghingh op den Metamorphosis Pub. Ouidij Nasonis. »)
- « Représentations des figures » (Uvtbeeldinge der Figueren)

## Contexte

### Contexte historique
L'histoire de la peinture néerlandaise primitive est d'abord décrite par l'Italien Lodovico Guicciardini dans son Descrittione di Lodovico Guicciardini patritio fiorentino di tutti i Paesi Bassi altrimenti detti Germania inferiore (Description des Pays-Bas, 1567) : c'est une source pour le biographe Giorgio Vasari et son très célèbre Les Vies des meilleurs peintres, sculpteurs et architectes, également connu comme Le Vite. D'ailleurs, les biographies du Schilder-boek ont un style et un format similaires au Vite. Carel van Mander fait de rares digressions à ce format : il commence, pour chaque peintre, par une vue générale sur sa jeunesse et une liste de ses maîtres, puis donne des informations sur sa carrière et conclut avec une liste des œuvres notables.
Cette tradition ne faisait pas grand cas de la topographie géographique des Pays-Bas et du fait que les frères Hubert et Jan van Eyck, considérés comme les pères de la peinture néerlandaise, étaient situés à Bruges. Carel van Mander essaya de corriger ces erreurs en listant tous les célèbres peintres néerlandais primitifs. Il rencontra de nombreuses difficultés pour obtenir des informations précises du fait des conflits politiques et sociaux de son époque.
Van Mander écrivait dans un pays où le calvinisme était puissant et l'art religieux était regardé avec suspicion. Le marché des sujets religieux a rapidement été remplacé par la peinture de genre et les allégories historiques. C'était devenu à la mode de choisir des sujets politiquement corrects, comme des histoires trop vieilles pour heurter protestants et catholiques. La ville d'Harlem avait besoin de se réinventer après avoir perdu son attraction comme site de pèlerinage pour saint Bavon. Ces dirigeants ont fait des commandes de peintures représentant sa gloire passée, telle que l'histoire de la croisade à Damiette, qui est à l'origine des armoiries d'Haarlem (en). Les artistes et les écrivains ont été à renouveler la source locale d'inspiration artistique. Van Mander contribue à cet effort en fournissant une liste de biographies d'anciens peintres dans son deuxième chapitre, « Vies des illustres peintres anciens, incluant les Égyptiens, Grecs et Romains » et dans son cinquième chapitre, « Commentaire sur les Métamorphoses d'Ovide ».
Selon Ernst van de Wetering, par son Schilder-boeck, Carel van Mander est « le premier à établir la synthèse de toutes les connaissances historiques, théoriques et pratiques relatives à la peinture ».

### Carel van Mander
La deuxième édition inclut une biographie de van Mander dont Hessel Miedema (en) pense qu'elle a été écrite par son frère, présent avec lui quand il était sur son lit de mort. D'autres candidats ont été proposés pour écrire la biographie. Certains pensent que son fils, Carel van Mander le Jeune (en), a également pu en être l'auteur. Celui-ci se serait basé sur des informations biographiques que son père aurait compilées lui-même. Ces informations ne sont pas complètement fiables, mais restent la meilleure source d'information sur la vie de Carel van Mander.

## Contenu et biographies
Du fait que les pages ne sont numérotées que sur la page de droite, les index ont un addendum au numéro de page pour indiquer le recto et le verso de la page afin de la localiser plus efficacement. Chercher les peintres reste cependant difficile car l'indexation utilise les prénoms avant les noms de famille, étant donné que les noms de familles usités par les peintres eux-mêmes n'étaient pas concordants dans toutes les régions où ils avaient été actifs. Beaucoup de peintres étaient plus connus par leurs surnoms que par leurs prénoms. C'est pour cette raison que l’épellation des noms utilisés dans le texte ne correspondent pas toujours aux noms indexés.

### «Les fondations de l'art noble et libre de la peinture»
L'ouvrage commence avec un livre sur la fondation de l'art de la peinture. Cette introduction est composées de quatorze chapitres sur la théorie de l'art évoquant de nombreux sujets comme les paysages, les animaux, la draperie et la composition des œuvres.

### «Vies des illustres peintres anciens, incluant les Égyptiens, Grecs et Romains»
Les biographies d'anciens peintres du Het Schilder-boek sont en grande partie basées sur l’Histoire naturelle de Pline l'Ancien et n'offrent aucune nouveauté. La liste qui suit concerne les peintres anciens les plus notables :
- Agatharcos
- Androcydès
- Antiphile
- Apelle
- Apollodore
- Aristide de Thèbes
- Cimon de Cléones
- Echion
- Euphranor
- Eupompe
- Mélanthius (en)
- Nicomaque
- Panénos
- Parrhasios
- Pausias
- Polyidos (en)
- Polygnote
- Protogène
- Théon de Samos
- Timarété
- Timomaque
- Zeuxis

### «Vies des illustres peintres italiens modernes et contemporains»
Van Mander basa cette partie sur le Vite de Vasari, qui a fut publié un demi-siècle avant. Carel van Mander ne traduisit qu'environ la moitié des biographies de Vasari, remplaçant l'autre moitié par des peintres italiens contemporains du néerlandais lors de son séjour en Italie, tels que Le Tintoret qui devint connu après la publication du Vite. Par ailleurs, Van Mander fit un travail d'édition sur les biographies de Vasari en réinterprétant une partie du travail de Vasari et mettant à jour certaines informations. Ce qui suit est une liste des textes de Vasari que van Mander a traduits et inclus dans son ouvrage avec leur notice correspondante :
- Cimabue[sb 1]
- Andrea Tafi[sb 2]
- Gaddo Gaddi[sb 3]
- Margarito[sb 4]
- Giotto, avec Puccio Capanna[sb 5]
- Sassetta et Ugolino di Nerio[sb 6]
- Pietro Lorenzetti (Pietro Laurati)[sb 7]
- Buonamico Buffalmacco[sb 8]
- Ambrogio Lorenzetti (Ambruogio Laurati)[sb 9]
- Pietro Cavallini[sb 10]
- Simone Martini with Lippo Memmi[sb 11]
- Taddeo Gaddi[sb 12]
- Andrea Orcagna (Andrea di Cione)[sb 13]
- Tommaso Fiorentino[sb 14]
- Lippo[sb 15]
- Masaccio[sb 16]
- Leon Battista Alberti[sb 17]
- Antonello da Messina[sb 18]
- Domenico Ghirlandaio[sb 19]
- Antonio Pollaiuolo[sb 20]
- Sandro Botticelli[sb 21]
- Andrea del Verrocchio[sb 22]
- Andrea Mantegna[sb 23]
- Filippino Lippi[sb 24]
- Francesco Francia[sb 25]
- Le Pérugin[sb 26]
- Luca Signorelli[sb 27]
- Léonard de Vinci[sb 28]
- Giorgione[sb 29]
- Antonio da Correggio[sb 30]
- Raffaellino del Garbo[sb 31]
- Baldassare Peruzzi[sb 32]
- Pellegrino da Modena (Pellegrino Aretusi)[sb 33]
- Andrea del Sarto[sb 34]
- Giovanni Antonio Licino[sb 35]
- Polidoro da Caravaggio et Maturino Fiorentino[sb 36]
- Bartolommeo Ramenghi (Bartolomeo Da Bagnacavallo)[sb 37]
- Franciabigio[sb 38]
- Francesco Mazzola[sb 39]
- Palma le Vieux (Il Palma)[sb 40]
- Lorenzo Lotto[sb 41]
- Giulio Romano[sb 42]
- Sebastiano del Piombo (Sebastiano Viniziano)[sb 43]
- Perino Del Vaga[sb 44]
- Giovann'Antonio Lappoli[sb 45]
- Baccio Bandinelli[sb 46]
- Jacopo da Pontormo[sb 47]
- Giovanni da Udine[sb 48]
- Francesco Rustichi[sb 49]
- Francesco Salviati[sb 50]
- Daniello Ricciarelli da Volterra[sb 51]
- Taddeo Zucchero[sb 52]
- Michelangelo Buonarroti (Michelangelo)[sb 53]
- Francesco Primaticcio[sb 54]
- Titien[sb 55]
- Tintoretto[sb 56]
- Paulo Caliary, élève de Giovanni Francesco Caroto[sb 57]
- Jacopo Bassano[sb 58]
- Giorgio Vasari[sb 59]
- Federico Zuccari[sb 60]
- Federico Barocci[sb 61]
- Lorenzo Lotto[sb 62]
- Giuseppe Cesari[sb 63]
- Autres peintres italiens dignes de mention : Annibal Carrache et Le Caravage[sb 64]
- Femmes peintres italiennes dignes de mention[sb 65]
- Liste peintres rencontrés lors de son séjour en Italie et après : Girolamo Siciolante da Sermoneta, Antonio Tempesta, Ventura Salimbeni, Marco Pino et Andrea Boscoli[sb 66]

### «Vies des illustres peintres néerlandais et allemands»

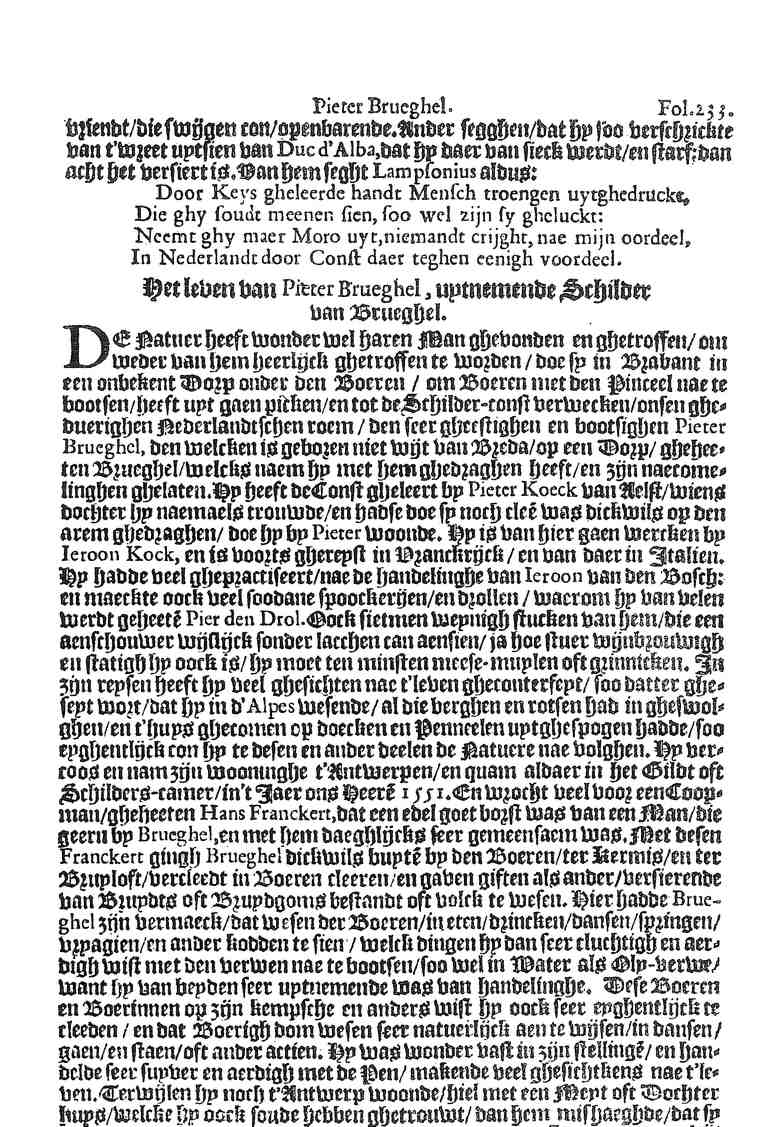
Page de la biographie de Pieter Brueghel l'Ancien (p. 233 recto).

Van Mander est moins connu pour ses traductions sur l'art italien qu'il ne l'est pour ses biographies de peintres néerlandais. Ce qui suit est la liste des peintres déjà célèbres provenant des Pays-Bas :
- Jan et Hubert van Eyck[sb 67]
- Rogier van Brugghe[sb 68]
- Hugo van der Goes[sb 69]
- Albert van Ouwater et Albert Simonsz (en)[sb 70]
- Geertgen tot Sint Jans[sb 71]
- Dirk Bouts[sb 72]
- Rogier van der Weyden[sb 73]
- Jacob Cornelisz van Oostsanen[sb 74]
- Albrecht Dürer[sb 75]
- Cornelis Engebrechtsz[sb 76]
- Bernard van Orley[sb 77]
- Lucas van Leyden[sb 78]
- Jan van Amstel[sb 79]
- Quentin Matsys[sb 80]
- Hieronymus Bosch[sb 81]
- Cornelis Cornelisz Kunst (en)[sb 82]
- Lucas Cornelisz de Kock (en)[sb 83]
- Jan Joest van Kalkar[sb 84]
- Pieter van Aelst[sb 85]
- Joachim Patinier[sb 86]
- Herri met de Bles[sb 87]
- Lucas Gassel[sb 88]
- Lambert Lombard[sb 89]
- Hans Holbein le Jeune[sb 90]
- Jan Cornelisz Vermeyen[sb 91]
- Jan Mabuse[sb 92]
- Augustijn Ioorisz[sb 93]
- Joos van Cleve[sb 94]
- Heinrich Aldegraver[sb 95]
- Jan Swart van Groningen (en)[sb 96]
- Frans Minnebroer[sb 97] avec Frans Verbeeck, Vincent Sellaer, Hans Hoogenbergh, Frans Crabbe van Espleghem (en), Claes Roegier, Hans Kaynoot den dooven, Cornelis Enghelrams, Marcus Willems, Jacob de Punder et Gregorius Beerings
- Jan Mostaert[sb 98]
- Adriaen de Weerdt (en)[sb 99]
- Hendrick et Martin van Cleve[sb 100]
- Anthonis Mor[sb 101]
- Jacob de Backer[sb 102]
- Matthys et Hieronymus Cock[sb 103]
- Willem Key[sb 104]
- Pieter Brueghel l'Ancien[sb 105]
- Jan van Scorel[sb 106]
- Aertgen van Leyden[sb 107]
- Joachim Beuckelaer[sb 108]
- Frans Floris[sb 109]
- Pieter Aertsen[sb 110]
- Maarten van Heemskerck[sb 111]
- Richard Aertsz (en)[sb 112]
- Hubert Goltzius[sb 113]
- Pieter Vlerick van Cortrijck et Carel van Yper[sb 114]
- Anthonie Van Blockland[sb 115]
- Lucas D'Heere[sb 116]
- Jacob Grimmer[sb 117]
- Cornelis Molenaer[sb 118]
- Pieter Balten[sb 119]
- Joos van Liere[sb 120]
- Pieter Pourbus, Frans Pourbus l'Ancien et Frans Pourbus le Jeune[sb 121]
- Marcus Gheeraerts l'Ancien[sb 122]
- Christoph Schwarz[sb 123]
- Michiel Coxcie[sb 124]
- Dirck Barendsz[sb 125]
- Lucas et Marten van Valckenborch (en)[sb 126]
- Hans Bol[sb 127]
- Frans et Gillis Mostaert avec Jan Mandyn[sb 128]
- Marinus van Reymerswale[sb 129]
- Hendrik van Steenwijk I[sb 130]
- Bernaert de Rijckere[sb 131]
- Gillis Congnet[sb 132]
- Joris Hoefnagel[sb 133]
- Aert Mijtens[sb 134]
- Joos van Winghe[sb 135]
- Maarten de Vos[sb 136]

Van Mander décrivit également des peintres contemporains qu'il pensait devoir mentionner :
- Hans Vredeman de Vries[sb 137]
- Stradanus[sb 138]
- Gillis van Coninxloo[sb 139]
- Bartholomeus Spranger[sb 140]
- Cornelis Ketel[sb 141]
- Gortzius Geldorp[sb 142]
- Michiel Jansz van Mierevelt[sb 143]
- Hendrick Goltzius[sb 144]
- Hendrick Cornelisz Vroom[sb 145]
- Jan Soens[sb 146]
- Hans von Aachen[sb 147]
- Peter Candid[sb 148]
- Paul et Matthijs Bril[sb 149]
- Cornelis van Haarlem, avec Gerrit Pietersz Sweelink[sb 150]
- Jacques de Gheyn le jeune[sb 151]
- Otto van Veen, Jan Snellinck, Tobias Verhaecht, Adam van Noort, Hendrick van Balen, Sébastien Vrancx, Joos de Momper[sb 152]
- Hans Rottenhammer, Hans Donauer (en), Adam Elsheimer, Lodewijk Toeput[sb 153]
- Joachim Wtewael[sb 154]
- Abraham Bloemaert[sb 155]
- Pieter Cornelisz van Rijck[sb 156]
- Frans Badens (en)[sb 157]
- David Vinckboons[sb 158]
- Cornelis Floris de Vriendt, Paulus Moreelse, Michael Mierevelt, Frans Pietersz. de Grebber, Jacob Savery, Cornelis Claesz van Wieringen, Barend van Someren (en), Paul van Somer I (en), Cornelis van der Voort, Everard Crijnsz. van der Maes (en), Jan Antonisz van Ravesteyn, Aart Jansz Druyvesteyn, Jacob van Musscher (en), Thonis Ariaensz (Alkmaar), Claes Jacobsz van der Heck (en) (Alkmaar), Pieter Gerritsz Montfoort (Delft) et Pieter Diericksen Cluyt (Delft)[sb 159]
- Joan Ariaensz van Leiden et Hubert Tons van Rotterdam[sb 160]

### «Commentaire sur lesMétamorphosesd'Ovide»
Carel van Mander suivit une formation humaniste et avait publié auparavant une traduction des Métamorphoses d'Ovide. Dans le Schilder-boeck, il fournit un commentaire sur cet ouvrage. Van Mander embrassa la philosophie de la Renaissance selon laquelle il n'y avait pas de conflit entre la mythologie classique et l’Ancien Testament, et que la mythologie était capable de véhiculer des vérités et leçons des évangiles. Par exemple, le mythe des Titans assaillant le trône de Jupiter peut être interprété comme l'illustration d'un dictum chrétien selon lequel l'orgueil est la cause de tous les maux. Les interprétations allégorisées des Métamorphoses dans le Schilder-boeck sont inspirées de cette vue de la Renaissance sur la mythologie classique.
Cette partie fut bien accueillie et fut vendue par la suite de façon séparée.

### «Représentations des figures»
Le volume final traitant des représentations des figures contient une liste de plusieurs animaux et objets qui peuvent avoir un sens symbolique pour le peintre au moment de l'inclure dans la composition. Ce livre inclut plusieurs rites païens utilisables dans des allégories historiques.
Inclus avant l'index aux Métamorphoses, ce volume se veut un guide supplémentaire à l'ouvrage général.

## Éditions

Page de couverture de la deuxième édition du Schilder-boeck.

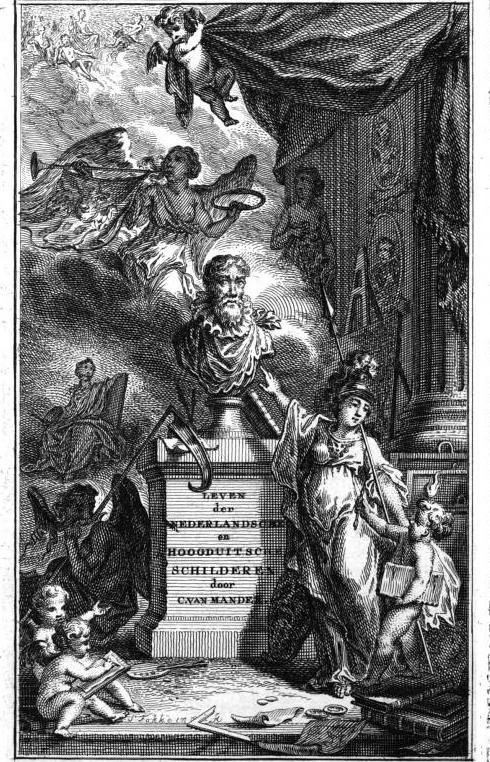
Page de couverture de l'édition de 1764 du Schilder-boeck.

La première édition sort en 1604 à Haarlem et est éditée par Passchier Wesbusch. Mais van Mander meurt deux ans plus tard, et les éditions ultérieures sont toutes posthumes : la deuxième édition est faite par Jacob Pietersz Wachter à Amsterdam en 1618 ; il y aura ensuite de nombreuses éditions en néerlandais ainsi que dans d'autres langues.
L'une des plus remarquables d'entre elles est celle de 1764 : éditée par Steven van Esveldt, Jacobus De Jongh met à jour les textes tandis que Jan l'Admiral réalise une grande série de portraits gravés des peintres flamands et néerlandais,.
La première traduction française date de 1884-1885. Elle est l'œuvre de Henri Hymans, conservateur de la Bibliothèque royale de Belgique. Cette traduction est complétée par des notes et commentaires.

## Impact
Le Schilder-boeck permit l'introduction des artistes néerlandais et flamands dans l'art italien et leur encouragement à voyager en Italie.
Cet ouvrage eut une grande influence sur l'écriture de l'art dans les XVIIIe et XIXe siècles. Cornelis de Bie (Het Gulden Cabinet, 1662), Joachim von Sandrart (Teutsche Akademie, 1675), Samuel van Hoogstraten (Inleyding tot de hooge schoole der schilderkonst, 1678), Philippe Baldinucci (Notizie de' Professori, 1681) et Arnold Houbraken (Schouburg, 1720) sont quelques-uns des biographes primitifs qui utilisèrent le travail de van Mander pour leurs textes biographiques de peintres néerlandais ou comme base pour développer leur propre théorie de l'art.
Les « Vies des illustres peintres néerlandais et allemands » est le volume le plus long du Schilder-boeck. Historiquement, il fut et continue d'être le plus important ouvrage pour les historiens de l'art qui cherchent des détails sur les peintres néerlandais primitifs. Il est la source primaire la plus citée dans les nombreuses biographies d'artistes que van Mander y a inclus. Les historiens de l'art accordent beaucoup d'intérêt à sa critique des œuvres de ces artistes, en particulier lorsqu'il décrit le style pictural, l'utilisation de la couleur, ainsi que le lieu de conservation et le propriétaire des peintures, ce qui a permis d'établir leur provenance.
Le Schilder-boeck est inclus dans la Librairie Basique de la DBNL (les Canons de la littérature néerlandaise (nl)), qui contient les ouvrages que ses compilateurs ont estimé être les 1 000 plus importants de la littérature néerlandaise, du Moyen Âge à l'époque contemporaine.